# Alpina noricana
Alpina noricana är en fjärilsart som beskrevs av Wagner 1898. Alpina noricana ingår i släktet Alpina och familjen mätare. Inga underarter finns listade i Catalogue of Life.